# Xanthorhoe alticolata
Xanthorhoe alticolata là một loài bướm đêm thuộc họ Geometridae được William Barnes và James Halliday McDunnough mô tả lần đầu năm 1916. Loài này có ở Bắc Mỹ.
Số MONA hoặc Hodges của Xanthorhoe alticolata là 7385.